# Municipio de Kinnakeet
El municipio de Kinnakeet (en inglés: Kinnakeet Township) es un municipio ubicado en el  condado de Dare en el estado estadounidense de Carolina del Norte. En el año 2010 tenía una población de 1.451 habitantes.

## Geografía
El municipio de Kinnakeet se encuentra ubicado en las coordenadas 35°33′41.24″N 75°28′32.54″O / 35.5614556, -75.4757056.